# Équipe de France féminine de handball au Championnat du monde 2017
Cet article relate le parcours de l'Équipe de France féminine de handball lors du Championnat du monde 2017 organisé en Allemagne. Il s'agit de la 13e participation de la France aux Championnats du monde.
Grâce à la médaille de bronze remportée lors du Championnat d'Europe 2016, la France est directement qualifiée pour ce Championnat du monde en Allemagne. Lors du tour préliminaire, l'équipe de France termine à la 2e place de la poule A avec un bilan de trois victoires contre l'Angola (26-19), le Paraguay (35-13) et la Roumanie (26-17), une égalité contre l'Espagne (25-25), ainsi qu'une une courte défaite contre la Slovénie (23-24).
À Leipzig, les Bleues éliminent la Hongrie (29-26) en huitième de finale et le Monténégro (25-22) en quart de finale.
À Hambourg, l'équipe de France gagne la demi-finale contre la Suède (24-22) et la finale contre la Norvège (23-21).
Les Bleues remportent un 2e titre mondial et se qualifient directement pour le Championnat du monde 2019 au Japon.

## Matchs de qualification et de préparation
La France est directement qualifiée pour la compétition grâce à la médaille de bronze remportée lors du Championnat d'Europe 2016.
Lors des matchs de préparation, les Françaises ont remporté leurs trois matchs, notamment face à la Slovénie et l'Angola qui seront ses deux premiers adversaires au championnat du monde :
| Date             | Lieu                                                | Rencontres                     | Rapport      |
| ---------------- | --------------------------------------------------- | ------------------------------ | ------------ |
| 24 novembre 2017 | Tournoi Razel-Bec, Stade Pierre de Coubertin, Paris | France 35 - 19 (22-6) Tunisie  | Handzone.net |
| 26 novembre 2017 | Tournoi Razel-Bec, Stade Pierre de Coubertin, Paris | France 26 - 18 (12-5) Slovénie | Handzone.net |
| 29 novembre 2017 | Les Arènes, Metz                                    | France 30 - 18 (17-10) Angola  | Handnews.fr  |

## Effectif
Remarque : Astride N'Gouan a été appelée en remplacement d'Orlane Kanor au stade des huitièmes de finale pour pallier la blessure de la pivot Laurisa Landre. Kanor est finalement réintégrée à la place de N'Gouan avant la demi-finale. En revanche, Jannela Blonbou et Catherine Gabriel n'ont pas participé à la compétition.

## Résultats

### Groupe A
Les matchs du Groupe A se sont déroulés à Trèves :
|   | Équipe   | Pts | J | G | N | P | Bp  | Bc  | Diff | Dép |
| - | -------- | --- | - | - | - | - | --- | --- | ---- | --- |
| 1 | Roumanie | 8   | 5 | 4 | 0 | 1 | 123 | 112 | 11   | -   |
| 2 | France   | 7   | 5 | 3 | 1 | 1 | 135 | 98  | 37   | +37 |
| 3 | Espagne  | 7   | 5 | 3 | 1 | 1 | 135 | 109 | 26   | +26 |
| 4 | Slovénie | 6   | 5 | 3 | 0 | 2 | 138 | 134 | 4    | -   |
| 5 | Angola   | 2   | 5 | 1 | 0 | 4 | 124 | 141 | -17  | -   |
| 6 | Paraguay | 0   | 5 | 0 | 0 | 5 | 95  | 156 | -61  | -   |

|  | Qualifié pour les quarts de finale                                                                                     |
|  | Éliminé |
|  | Pts points ; J joués ; G victoires ; N nuls ; P défaites BP buts marqués ; BC buts encaissés ; Diff différence de buts |

| 2 décembre 2017 18h00 | France                              | 23 - 24                        | Slovénie   | Trier Arena, Trèves Affluence : 3 317 Arbitrage : Grillo, Lenci |
| 2 décembre 2017 18h00 | Laurisa Landre, Gnonsiane Niombla 4 | (10 - 13)                      | Ana Gros 9 | Trier Arena, Trèves Affluence : 3 317 Arbitrage : Grillo, Lenci |
| 2 décembre 2017 18h00 | ×2 ×1                               | Officiel IHF Handzone Handnews | ×4 ×3      | Trier Arena, Trèves Affluence : 3 317 Arbitrage : Grillo, Lenci |

- France
  - Gardiennes de but : Leynaud (43 minutes, 2/21 arrêts), Darleux (17 minutes, 2/10 arrêts)
  - Joueuses de champs : Dancette (0/2), Ayglon-Saurina (1/2), Pineau (1/4 dont 1/1), Landre (4/5), Zaadi (2/4 dont 1/2), Houette (1/3 dont 0/1), Niakaté, Dembélé (3/4), Flippes (1/2), Kanor (3/3), Edwige (0/1), Nze Minko (2/4), Niombla (4/6), Lacrabère (1/7 dont 0/1). Exclusions temporaires : Pineau (26e)
- Slovénie
  - Gardiennes de but : Pandzic (tout le match, 14/37 arrêts dont 2/4), Vojinovic
  - Joueuses de champ : Ferfolja, Rudman, Gros (9/14 dont 2/2), Zabjek, Stanko (3/9), Abina, Zulic (1/3), Irman (4/5), Koren (4/7), Vucko, Vrcek (2/3), Krhlikar (1/1), Beganovic, Amon (1/2). Exclusions temporaires : Amon (31e), Ferfolja (37e), Koren (55e).
- Évolution du score : 1-0 (4e) ; 1-6 (12e) ; 4-9 (21e) ; 7-12 (27e) ; 13-15 (35e) ; 17-17 (40e) ; 18-22 (46e) ; 21-23 (54e) ; 23-24 (57e).

| 3 décembre 2017 18h00 | Angola          | 19 - 26                        | France                | Trier Arena, Trèves Affluence : 2 227 Arbitrage : Krichen, Makhlouf |
| 3 décembre 2017 18h00 | Magda Cazanga 4 | (10 - 11)                      | Alexandra Lacrabère 7 | Trier Arena, Trèves Affluence : 2 227 Arbitrage : Krichen, Makhlouf |
| 3 décembre 2017 18h00 | ×4 ×2 ×1        | Officiel IHF Handzone Handnews | ×2 ×3                 | Trier Arena, Trèves Affluence : 2 227 Arbitrage : Krichen, Makhlouf |

- France
  - Gardiennes de but : Leynaud (12 arrêts/30 – 60 min), Darleux.
  - Joueuses de champ : Dancette (2 buts/3), Ayglon-Saurina (2/3), Pineau (1/2), Landre (5/7), Zaadi (0/1), Houette (4/5), Niakate (0/1), Dembele, Flippes (2/2), Kanor (1/1), Edwige, Nze Minko (1/1), Niombla (1/1), Lacrabere (7/9).
- Angola
  - Gardiennes de but : Branco (4 arrêts/21 – 36 min), Alberto (2/11 – 24 min).
  - Joueuses de champ : Nenganga (1/2), da Silva (2/2), Paulino (0/3), Machado (1/3), Silva (0/1), Paulo, Kassoma (3/4), Kamalandua, Oliveira, Carlos (3/6), Peres (1/3), Cazanga (4/11), dos Santos (1/1), Guialo (3/7).
- Évolution du score : 3-3 (5e), 4-3 , 6-5 (15e), 8-8 (20e), 9-9 (25e), 10-11 MT - 12-16 (35e), 13-20 (40e), 16-22 (45e), 17-23 (50e), 18-25 (55e), 19-26 FT.

| 5 décembre 2017 18h00 | France          | 35 - 13                        | Paraguay                      | Trier Arena, Trèves Arbitrage : Hizaki, Ikebuchi |
| 5 décembre 2017 18h00 | Manon Houette 9 | (14 - 10)                      | Fatima Acuña, Sabrina Fiore 3 | Trier Arena, Trèves Arbitrage : Hizaki, Ikebuchi |
| 5 décembre 2017 18h00 | ×1 ×4           | Officiel IHF Handzone Handnews | ×1 ×2                         | Trier Arena, Trèves Arbitrage : Hizaki, Ikebuchi |

- France
  - Gardiennes de but : Darleux 18 arrêts/31, Leynaud
  - Joueuses de champ : Dancette 2 buts/3, Ayglon-Saurina, Pineau 2/2, Landre 1/3, Zaadi 3/3, Houette 9/9, Niakaté 4/5, Dembele 7/8, Flippes 3/4, Kanor, Edwige 2/3, Nze Minko 1/2, Niombla 0/2, Lacrabère 1/3.
- Paraguay
  - Gardiennes de but : Villalba 1 arrêt/8, Yaryes 6/34.
  - Joueuses de champ : Acuna 3 buts/11, Genes, Insfran 2/7, Rolon 0/2, Fiore 3/8, dos Santos, Fernandez 1/2, Faria 2/3, Goroso, Leiva 1/3, Battaglia 0/1, Martinez 1/4, Acuna, Gonzalez.
- Évolution du score : 3-0 (4e) ; 4-3 (11e) ; 7-4 (16e) ; 10-5 (21e) ; 12-7 (25e) ; 19-11 (35e) ; 25-12 (42e) ; 25-13 (45e) ; 35-13 (60e).

| 7 décembre 2017 20h30 | Espagne                              | 25 - 25                        | France          | Trier Arena, Trèves Arbitrage : Pavićević, Ražnatović |
| 7 décembre 2017 20h30 | Carmen Martín, Alexandrina Barbosa 6 | (10 - 11)                      | Manon Houette 5 | Trier Arena, Trèves Arbitrage : Pavićević, Ražnatović |
| 7 décembre 2017 20h30 | ×3                                   | Officiel IHF Handzone Handnews | ×1 ×2           | Trier Arena, Trèves Arbitrage : Pavićević, Ražnatović |

- France
  - Gardiennes de but : Leynaud (8 arrêts), Darleux (3 arrêts).
  - Joueuses de champ : Dancette (1), Ayglon, Pineau(1), Landre(4), Zaadi(4), Houette(5), Niakaté(2), Dembélé(1), Flippes(2), Kanor, Edwige, Nze-Minko (3), Niombla(1), Lacrabère(1).
- Espagne
  - Gardiennes de but : Zoqbi-De-Paula (5), Navarro.
  - Joueuses de champ : Martin (6), Nunez, Arderios Chavez, Echeverria (1), Garcia, Gonzalez (5), Pena (1), Gonzalez L., Gonzalez M. (2), Rodriguez (1), Musons (3), Barbosa (6).
- Évolution du score : 3-2 (5e), 3-3 (10e), 6-4 (15e), 8-5 (20e), 9-8 (25e), 10-11 MT - 11-13 (35e), 13-16 (40e), 15-17 (45e), 18-20 (50e), 21-22 (55e), 25-25 FT

| 8 décembre 2017 18h00 | France          | 26 - 17                        | Roumanie            | Trier Arena, Trèves Affluence : 3 824 Arbitrage : Krichen, Makhlouf |
| 8 décembre 2017 18h00 | Manon Houette 7 | (17 - 7)                       | Cristina Florianu 6 | Trier Arena, Trèves Affluence : 3 824 Arbitrage : Krichen, Makhlouf |
| 8 décembre 2017 18h00 | ×1              | Officiel IHF Handzone Handnews | ×2 ×4               | Trier Arena, Trèves Affluence : 3 824 Arbitrage : Krichen, Makhlouf |

- France
  - Gardiennes de but : Darleux 16 arrêts/33, Leynaud.
  - Joueuses de champ : Dancette 1 but/5, Ayglon-Saurina 0/2, Pineau 1/2, Landre 1/2, Zaadi 2/2, Houette 7/9, Niakaté 5/7, Dembele 2/4, Flippes 4/4, Kanor 0/2, Edwige, Nze Minko, Niombla 1/2, Lacrabère 2/3.
- Roumanie
  - Gardiennes de but : Dedu 4 arrêts/21, Dumanska 5/13.
  - Joueuses de champ : Udristioiu 2 buts/2, Szucs 0/1, Geiger 1/2, Buceschi, Neagu, Laslo 2/3, Popa 1/3, Florianu 6/15, Pintea 1/1, Berbece 0/1, Tomescu, Tatar 1/3, Dragut 3/13.
- Évolution du score : 0-2 (5e), 4-2 (10e), 7-2 (15e), 8-4 (20e), 12-6 (25e), 17-7 MT - 18-9 (35e), 20-9 (40e), 20-10 (45e), 21-12 (50e), 24-15 (55e), 26-17 FT.

### Huitièmes de finale
| 10 décembre 2017 17h30 | France                | 29 - 26                        | Hongrie                            | Arena Leipzig, Leipzig Affluence : 1 385 Arbitrage : Pavićević, Ražnatović |
| 10 décembre 2017 17h30 | Alexandra Lacrabère 5 | (14 - 11)                      | Anikó Kovacsics, Viktória Lukács 6 | Arena Leipzig, Leipzig Affluence : 1 385 Arbitrage : Pavićević, Ražnatović |
| 10 décembre 2017 17h30 | ×1 ×4                 | Officiel IHF Handzone Handnews | ×3 ×5                              | Arena Leipzig, Leipzig Affluence : 1 385 Arbitrage : Pavićević, Ražnatović |

- France
  - Gardiennes de but : Leynaud 5 arrêts/17, Darleux 2/16
  - Joueuses de champ : Dancette 3 buts/4, Ayglon-Saurina 3/4, Pineau 3/5, Landre 4/6, N’Gouan, Zaadi 3/3, Houette 2/3, Niakaté 0/3, Dembele 2/3, Flippes 0/1, Edwige, Nze Minko 1/2, Niombla 3/5, Lacrabère 5/6.
- Hongrie
  - Gardiennes de but : Biro 10 arrêts/33, Janurik 3/3
  - Joueuses de champ : Szoellosi-Zacsik 2 buts/6, Schatzl 3/4, Szucsanszki 0/1, Kovacsics 6/9, Görbicz 2/7, Kisfaludy, Klivinyi 3/4, Bodi 3/4, Szekeres, Mayer, Kovacs 0/2, Meszaros, Hafra 1/2, Lukacs 6/6.
- Évolution du score : 2-0 (2e) 3-2 (6e) 6-2 (10e) 7-4 (14e) 9-6 (16e) 9-9 (23e) 11-11 (27e) 14-11 (MT) 14-12 (31e) 16-13 (35e) 19-16 (40e) 23-18 (46e) 25-20 (52e) 27-23 (57e) 29-26 (FIN)

### Quart de finale
| 12 décembre 2017 20h45 | France           | 25 - 22                        | Monténégro           | Arena Leipzig, Leipzig Affluence : 2 019 Arbitrage : Koo, Lee |
| 12 décembre 2017 20h45 | Allison Pineau 5 | (12 - 10)                      | Katarina Bulatović 9 | Arena Leipzig, Leipzig Affluence : 2 019 Arbitrage : Koo, Lee |
| 12 décembre 2017 20h45 | ×4 ×3            | Officiel IHF Handzone Handnews | ×3                   | Arena Leipzig, Leipzig Affluence : 2 019 Arbitrage : Koo, Lee |

- France
  - Gardiennes de but : Leynaud (13 arrêts), Darleux.
  - Joueuses de champ : Dancette (1), Ayglon-Saurina (1), Pineau (5), Landre, N’Gouan, Zaadi (3), Houette (3), Niakaté, Dembélé (4), Flippes, Edwige, Nze Minko (2), Niombla (2), Lacrabère (4).
- Monténégro
  - Gardiennes de but : Rajcic (5 arrêts), Hasanic.
  - Joueuses de champ : Radicevic (4), Jaukovic (2), Brnovic (1), Klikovac, Ujkic, Malovic, Premovic, Bulatovic (9), Pavicevic, Ramusovic, Klikovac, Despotovic (2), Raicevic (3), Grbic.
- Évolution du score : 2-2 (5e), 4-4 (10e), 7-4 (15e), 9-7 (20e), 10-9 (25e), 12-10 MT - 15-12 (35e), 18-15 (40e), 21-17 (45e), 22-18 (50e), 22-19 (55e), 25-22 FT

### Demi-finale
| 15 décembre 2017 20h45 | France                | 24 - 22                        | Suède             | Barclaycard Arena, Hambourg Affluence : 11 261 Arbitrage : García, Marín |
| 15 décembre 2017 20h45 | Alexandra Lacrabère 5 | (11 - 12)                      | Nathalie Hagman 8 | Barclaycard Arena, Hambourg Affluence : 11 261 Arbitrage : García, Marín |
| 15 décembre 2017 20h45 | ×2 ×7                 | Officiel IHF Handzone Handnews | ×3                | Barclaycard Arena, Hambourg Affluence : 11 261 Arbitrage : García, Marín |

- France
  - Gardiennes de but : Leynaud (14 arrêts/35), Darleux.
  - Joueuses de champ : Dancette (4 buts/4), Ayglon-Saurina (2/4), Pineau (4/7), Landre (3/4), Zaadi (3/4), Houette, Niakaté (0/1), Dembélé (2/2) , Flippes (1/1), Kanor (0/2), Edwige, Nze Minko (0/1), Niombla (0/1), Lacrabère (5/11).
- Suède
  - Gardiennes de but : Bundsen (1 arrêt/1), Idehn (8/31).
  - Joueuses de champ : Toft Hansen (0 but/1), Mellegard (1/3) , Ekenman-Fernis, Strömberg, Roberts (5/6) , Sand (1/1) , Gustin (0/1), Westberg (4/11), Lagerquist (0/1), Gullden (2/6) , Blomstrand (1/3), Hagman (8/13) , Jacobsen, Alm.
- Évolution du score : 3-3 (5e), 5-4 (10e), 7-5 (15e), 10-6 (20e), 10-10 (25e), 11-12 MT - 13-13 (35e), 16-15 (40e), 19-16 (45e), 20-20 (50e), 22-22 (55e), 24-22 FT.

### Finale
| 17 décembre 2017 17 h 30 | France                          | 23 - 21                        | Norvège                           | Barclaycard Arena, Hambourg Affluence : 11 261 Arbitrage : Christiansen, Hansen |
| 17 décembre 2017 17 h 30 | Manon Houette, Allison Pineau 4 | (11 - 10)                      | Veronica Kristiansen, Nora Mørk 7 | Barclaycard Arena, Hambourg Affluence : 11 261 Arbitrage : Christiansen, Hansen |
| 17 décembre 2017 17 h 30 | ×3 ×4                           | Officiel IHF Handzone Handnews | ×1                                | Barclaycard Arena, Hambourg Affluence : 11 261 Arbitrage : Christiansen, Hansen |

| France       |    |                     |              |                         |
|              |    | Gardiennes de but : |              |                         |
| G            | 12 | Amandine Leynaud    | 10/28        |                         |
| G            | 16 | Cléopâtre Darleux   | 1/4          |                         |
|              |    | Joueuses de champ : |              |                         |
| ALD          | 3  | Blandine Dancette   | 0/0          |                         |
| ARD          | 5  | Camille Ayglon      | 2/4          | Suspension              |
| DC           | 7  | Allison Pineau      | 4/6          | Carton jaune            |
| P            | 8  | Laurisa Landre      | 3/3          |                         |
| DC           | 10 | Grâce Zaadi         | 0/2          | Carton jaune            |
| ALG          | 13 | Manon Houette       | 4/4          | Suspension              |
| ARG          | 14 | Kalidiatou Niakaté  | 1/1          | Carton jaune            |
| ALG          | 17 | Siraba Dembélé      | 1/2          |                         |
| ALD          | 20 | Laura Flippes       | 1/1          |                         |
| ARG          | 21 | Orlane Kanor        | 2/3          |                         |
| P            | 24 | Béatrice Edwige     | 0/0          | Suspension · Suspension |
| ARG          | 27 | Estelle Nze Minko   | 3/3          |                         |
| ARG          | 29 | Gnonsiane Niombla   | 0/1          |                         |
| ARD          | 64 | Alexandra Lacrabère | 2/5          |                         |
| Entraîneur : |    |                     |              |                         |
|              |    | Olivier Krumbholz   | Carton jaune |                         |

| France  | Statistiques   | Norvège |
| ------- | -------------- | ------- |
| 23 / 35 | Buts marqués   | 21 / 37 |
| 66 %    | % réussite     | 57 %    |
| 1/2     | Jets de 7 m    | 3/7     |
| 8 min   | Suspensions    | 2 min   |
| 4       | Cartons jaunes | 0       |
| 0       | Cartons rouges | 0       |
| 11/32   | Arrêts         | 4/27    |
| 34 %    | % d'arrêts     | 15 %    |

| Norvège      |    |                        |      |            |
|              |    | Gardiennes de but :    |      |            |
| G            | 1  | Kari Aalvik Grimsbø    | 1/8  |            |
| G            | 12 | Silje Solberg          | 0/1  |            |
| G            | 16 | Katrine Lunde          | 3/18 |            |
|              |    | Joueuses de champ :    |      |            |
| DC           | 3  | Emilie Hegh Arntzen    | 0/0  | Suspension |
| ARG          | 4  | Veronica Kristiansen   | 7/11 |            |
| P            | 6  | Heidi Løke             | 3/3  |            |
| ARD          | 7  | Stine Skogrand         | 0/0  |            |
| P            | 8  | Vilde Ingstad          | 0/0  |            |
| ARD          | 9  | Nora Mørk              | 7/12 |            |
| DC           | 10 | Stine Bredal Oftedal   | 1/7  |            |
| P            | 13 | Kari Brattset          | 2/2  |            |
| DC           | 18 | Emilie Christensen     | 0/0  |            |
| ARG          | 22 | Amanda Kurtović        | 0/1  |            |
| ALG          | 23 | Camilla Herrem         | 0/0  |            |
| ALG          | 24 | Sanna Solberg          | 1/1  |            |
| ALD          | 27 | Marit Røsberg Jacobsen | 0/0  |            |
| Entraîneur : |    |                        |      |            |
|              |    | Þórir Hergeirsson      |      |            |

## Statistiques et récompenses

### Récompenses
Deux joueuses de l'équipe de France sont désignées parmi les sept meilleures joueuses du tournoi : Siraba Dembélé au poste d'ailière gauche et Grâce Zaadi au poste de demi-centre.

### Statistiques collectives
Avec une moyenne de 21 buts encaissés par match, la France est la 2e meilleure défense derrière l'Allemagne (19,3 buts par match).

### Marqueuses
Aucune joueuse française ne figure parmi les 10 meilleures marqueuses de la compétition. Les statistiques individuelles sont :
| Rang  | Joueuse             | Tot. | Tirs | %      | 7m    | MJ | Moy. | Carton jaune | Suspension | Carton rouge | Temps de jeu    |
| ----- | ------------------- | ---- | ---- | ------ | ----- | -- | ---- | ------------ | ---------- | ------------ | --------------- |
| 1     | Manon Houette       | 35   | 45   | 78 %   | 7/8   | 9  | 3,9  | 1            | 3          | 0            | 4 h 19 min 6 s  |
| 2     | Alexandra Lacrabère | 28   | 55   | 51 %   | 10/17 | 9  | 3,1  | 0            | 1          | 0            | 4 h 41 min 3 s  |
| 3     | Laurisa Landre      | 25   | 35   | 71 %   | -     | 9  | 2,8  | 1            | 3          | 0            | 3 h 42 min 18 s |
| Total | Total               | 236  | 375  | 62,9 % | 24/33 | 9  | 26,2 | 19           | 28         | 0            | 9 h 0 min 0 s   |

### Gardiennes de but
Avec 38,7 % d’arrêts, Cléopâtre Darleux est la 4e meilleure gardienne de la compétition. Les statistiques individuelles sont
| Rang  | Joueuse           | %      | Arrêts | Tirs | MJ | Moy. | Temps de jeu    |
| ----- | ----------------- | ------ | ------ | ---- | -- | ---- | --------------- |
| 1     | Cléopâtre Darleux | 38,7 % | 41     | 106  | 9  | 4,6  | 3 h 15 min 41 s |
| 2     | Amandine Leynaud  | 34,9 % | 65     | 186  | 9  | 7,2  | 5 h 28 min 1 s  |
| Total | Total             | 36,1 % | 107    | 296  | 9  | 11,9 | 8 h 43 min 42 s |